# カドリーユ

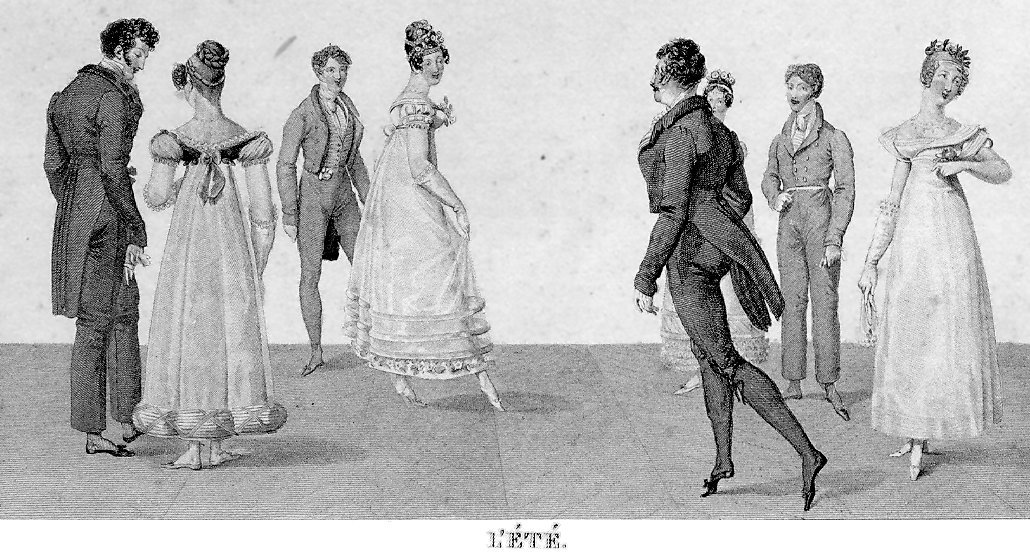
L’étéのフィガー。1820年代前半

カドリーユ（カドリユ、フランス語：Quadrille、英語よみ：クヮドリール）とは、4組の男女のカップルがスクエア（四角）になって踊る歴史的ダンスで、伝統的スクエアダンスの先駆けとなったもの。および、その音楽のスタイル。
トランプ遊びにも「カドリール」というゲームがある（後述）。

## 歴史

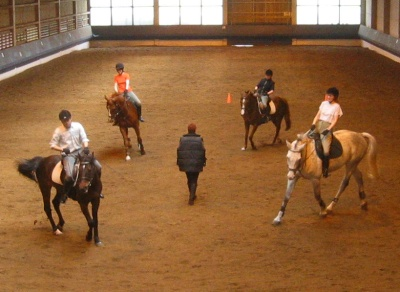
馬場馬術のQuadrille

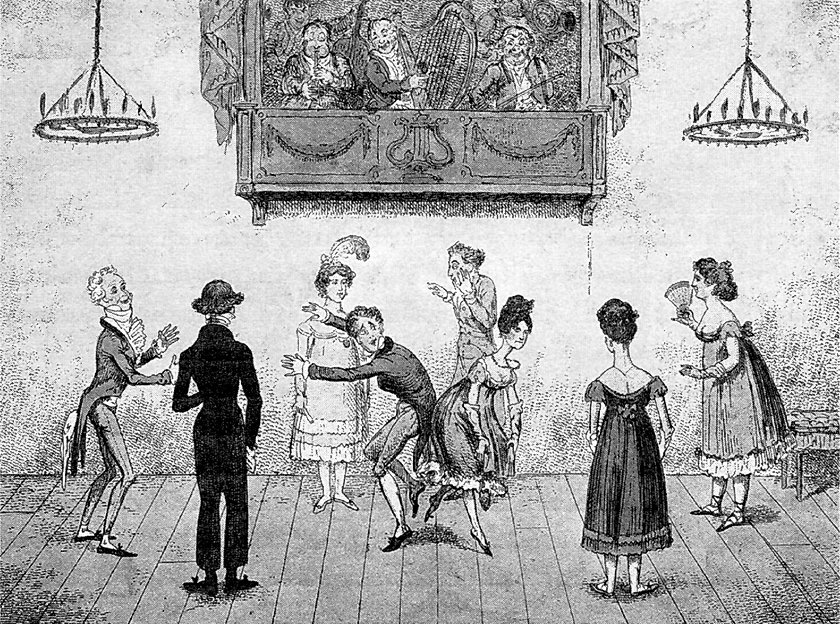
『カドリールでのアクシデント』イギリスの1817年の戯画

「Quadrille」は元々、4人の騎手が馬とともに四角い形をした隊列を作って演じる17世紀の軍事パレードを指す言葉だった。語源はおそらくスペイン語のcuadrillo（4）、ラテン語のquadratus（四角）と思われる。
このパフォーマンスは大変人気になり、やがて馬なしで演じられるようになった。1740年頃、コティヨン（Cotillion）のようなダンスを基礎として、より複雑なダンスに発展した。フランスにもたらされたのは1760年頃。イングランドには、1808年にベリー嬢という女性が紹介し、デヴォンシャー公によって1813年には流行のダンスになっていた。その後、上流階級に広まり、1816年には多くの人がカドリールを踊れるようになっていた。
カドリーユは活発なダンスで、4組の男女のカップルが四角い形を作って踊る。それぞれのカップルはスクエアの中心を向いている。「head couple」と呼ばれるカップルが1組いて、残りのカップルは「side couples」と呼ばれる。ダンスのフィガーは、最初にhead coupleが踊り、それからside couplesが反復することが多い。元々のフランスのバージョンでは、2組のカップルによる踊りで、後にスクエアを作るため、もう2組が追加された。カップルはスクエアのそれぞれ四隅に配置され、踊る際は、1組が踊っている時、他の3組は休んでいた。
カドリーユ用語は、たとえば、ダンスのフィガーだと「ジュテ（jeté）｣、｢クロスシャッセ（chassé-croisé）｣、｢プリエ（plié）｣、｢アラベスク（arabesque）」があるが、ほとんどがバレエ用語と同じである。
19世紀にカドリーユはさらにポピュラーなものになり、カレドニアン、ランサーズ、レントラーを含むワルツの要素を使ったフォームに発展した。ドイツとオーストリアでカドリーユが知られるようになった時、当時の舞曲作曲家たち（ヨーゼフ・ランナーやシュトラウス一家）もカドリーユ人気に加わった。
絶えずパートナーが入れ替わるカドリーユの構造は、18世紀ヨーロッパの政治システムと比較された。ヨーロッパ諸国の勢力均衡を維持するため異なる相手と新たに同盟を組むことは、「Stately Quadrille」と呼ばれるようになった。
カドリーユは第一次世界大戦まで流行した。

## 構造

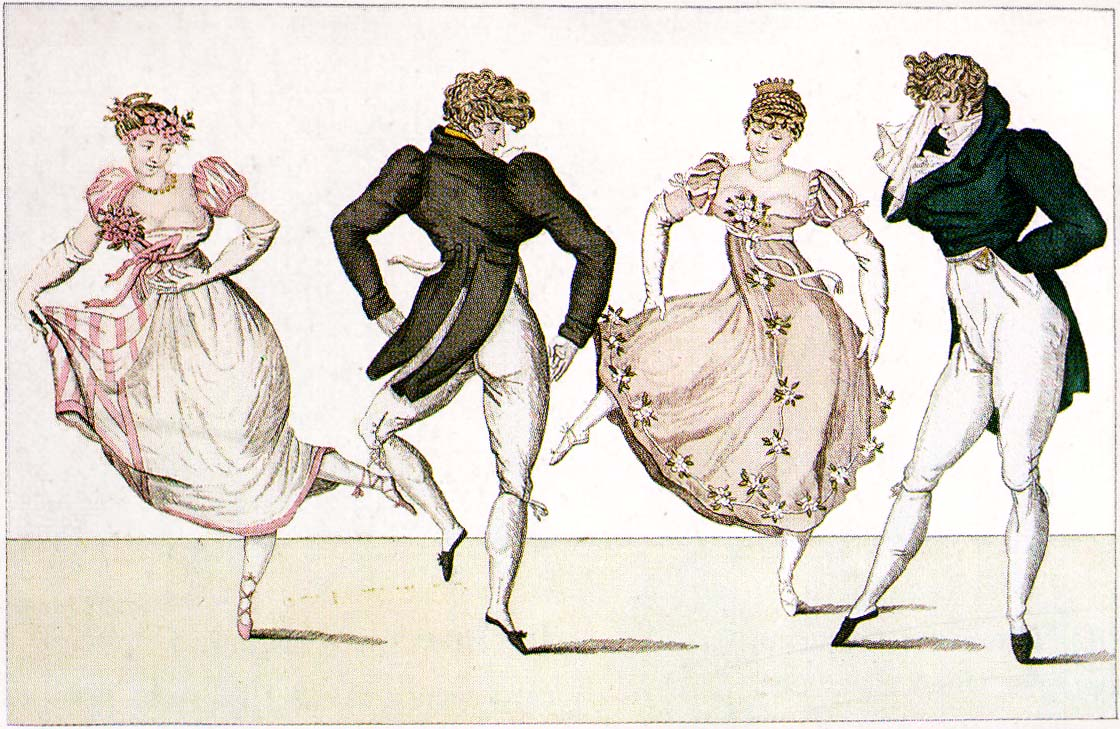
La Trénisのフィガー
「Le Bon Genre」（1805年）

カドリーユは次の5パートのフィガーから構成されている。
1. Le Pantalon（パンタロン、つまりズボン） - 2/4拍子または6/8拍子。「ABACA」。
2. L’été（夏） - 2/4拍子。「ABBA」。
3. La Poule（雌鶏） - 6/8拍子。「ABACABA」。
4. La Pastourelle（羊飼いの少女） - 2/4拍子。「ABCBA」。
5. Finale（終わり） - 2/4拍子。「AABBAA」。

このうち「La Pastourelle」は「La Trénis」と変わることもあった。
- La Trénis - 2/4拍子。Trénitzというダンス・マスターが作ったフィガー。

ただしウィーンのカドリーユでは、La Trénisの次にLa Pastourelleが来て合計6パートになった。

## 派生

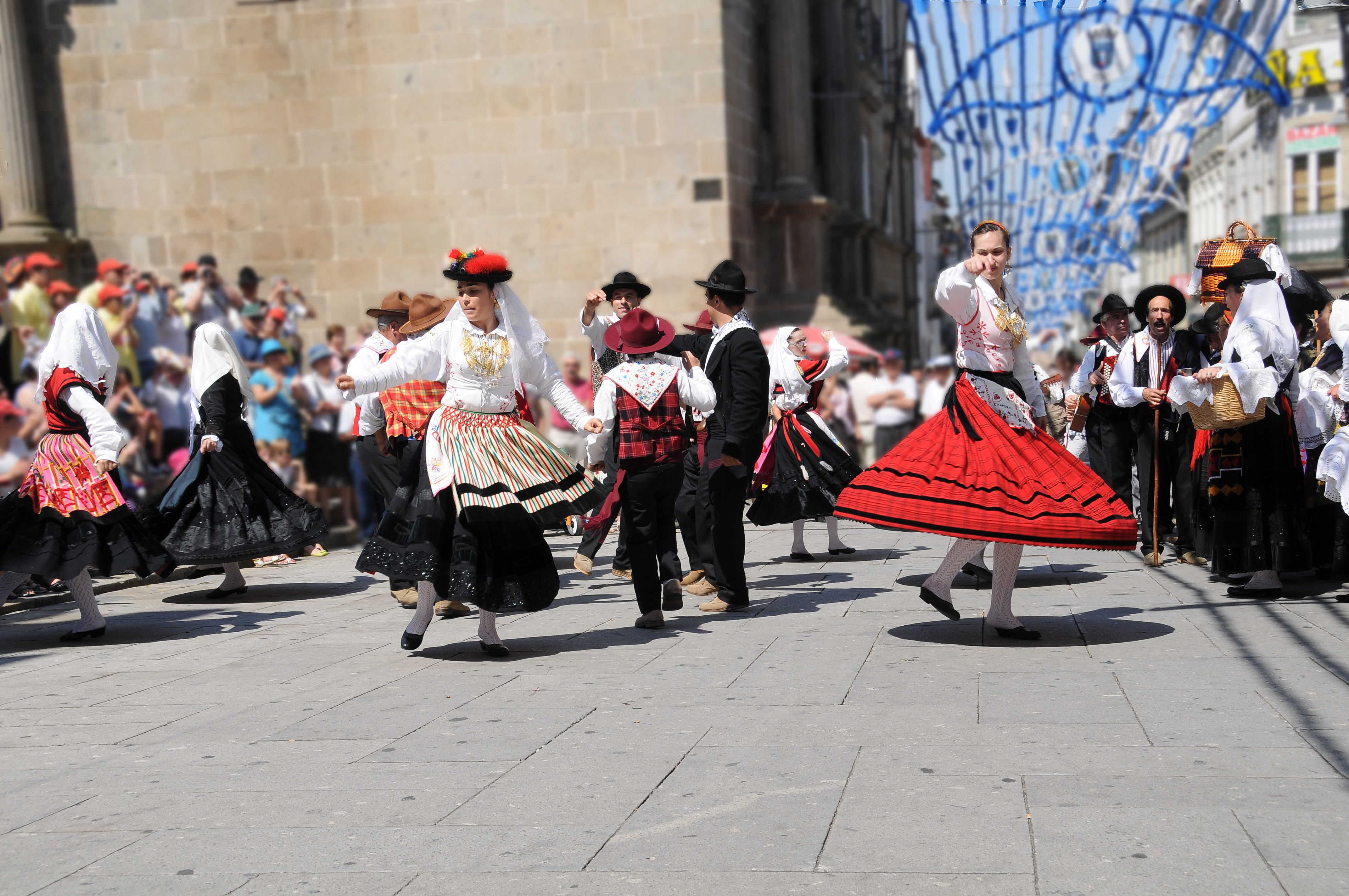
ポルトガルのブラガのフェスタジュニーナでクヮドリーリャを踊る

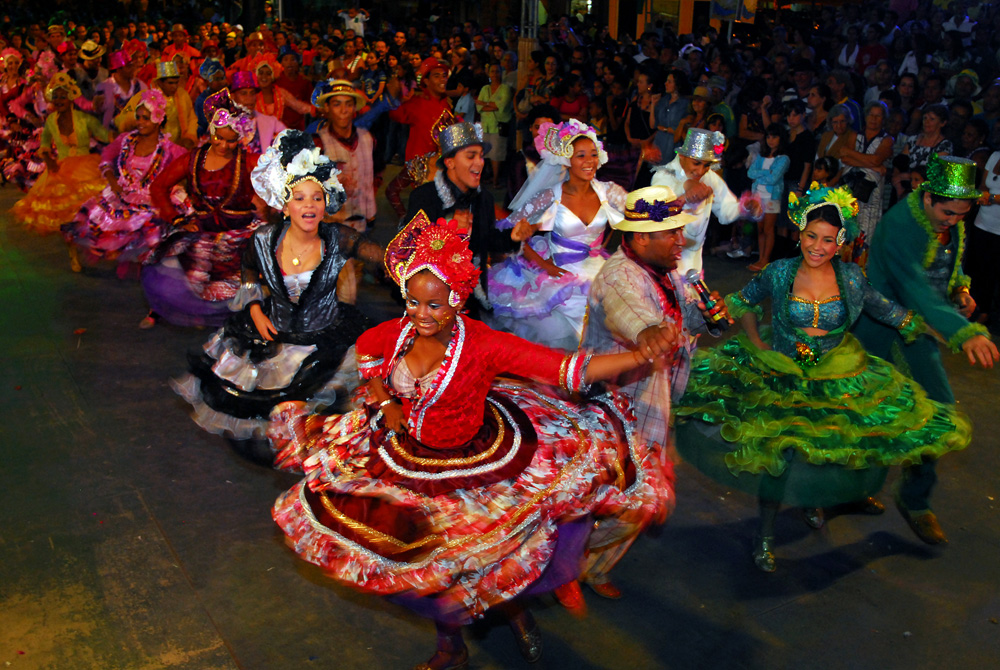
ブラジルのセルジッペ州のフェスタジュニーナでクヮドリーリャを踊る

フランス語圏の小アンティル諸島には、「Kwadril」として知られる派生ダンスがある。
ポルトガル語圏ではquadrilha（クヮドリーリャまたがクヮドリージャ）と呼ばれ、今でもポルトガルやブラジルの「フェスタジュニーナ」祭りの際などに盛んに踊られている。

## トランプのカドリール
18世紀に、トランプ遊びにも「カドリール」という名前がつけられた。プレイヤーは4人で、2人1組でプレイする。8、9、10のカードを除いた40枚を使う。当時流行していたオンブルという3人用のトリックテイキングゲームを4人で遊べるように改造したもので、ルールはかなり複雑であった。しかし、19世紀末には廃れてしまった。ジェーン・オースティンの『高慢と偏見』の中では、上流階級のキャサリン夫人が客たちとカドリールに興じる。